# Bruce Hunter
Pas d'image ? Cliquez ici

a Compétitions nationales et continentales officielles uniquement.

b Matchs officiels uniquement.
Bruce Anthony Hunter, né le 16 septembre 1950 à Oamaru en Nouvelle-Zélande, est un joueur néo-zélandais de rugby à XV. Il joue avec les All Blacks en 1971 évoluant au poste d'ailier.

## Biographie
Âgé seulement de 18 ans, Hunter débute avec la province d'Otago. Il a un impact rapide et dans son deuxième match il marque cinq essais pour une victoire 39-3 sur Marlborough. Il inscrit 11 essais en 14 matchs avec Otago en 1969.
Hunter est retenu avec l'équipe de Nouvelle-Zélande qui part en tournée en Afrique du Sud en 1970. Mais il ne s'impose pas et il ne dispute pas les test-matchs. Il brille lors d'un match de province avec Otago pour la tournée de l'équipe des Lions britanniques en Nouvelle-Zélande, en 1971. Il dispute son premier test-match avec l'équipe de Nouvelle-Zélande le 26 juin 1971 à l’occasion d'un test-match contre les Lions. Il dispute son dernier test-match contre la même équipe le 31 juillet 1971. Il connaît deux défaites et une victoire en trois sélections. Avec de nombreux jeunes joueurs dans la ligne des trois quarts, comparé aux précédents capés néo-zélandais, Bruce Hunter ne donne pas satisfaction aux sélectionneurs et il n'est plus retenu.
Hunter est un coureur de fond, vainqueur de trois titres nationaux sur la distance du 800 mètres. Après la saison 1971, il se concentre davantage à l'athlétisme. Il revient au rugby à XV lors de la saison 1973. Lorsqu'il met fin à sa brève carrière fin 1973 à tout juste 23 ans, il compte 56 matchs avec son équipe provinciale.

## Statistiques en équipe nationale
- Nombre de test-matchs avec les All Blacks :  3
- Nombre total de matchs avec les All Blacks : 7
- 0 point, 0 essai avec les All Blacks en test-matchs
- 24 points, 8 essais en matchs avec les All Blacks